# 刘精松
刘精松（1933年—），原名刘成竹，湖北石首人，中国人民解放军上将。
1951年7月参军，为第7步兵学校学员，后历任陆军教导营迫击炮连排长、坦克团高炮连连长、团副参谋长、参谋长、团副团长、陆军军教导队队长、师参谋长、副师长、师长、军长。1985年6月，任沈阳军区司令员、党委副书记。1988年9月被授予中将军衔。1992年11月，任兰州军区司令员、党委副书记、书记。1994年6月晋升上将军衔。1997年11月，任军事科学院院长，次年退役。
20世纪60年代中期，刘精松率部参加援越抗美战争，击落击伤美军飞机12架。在作战和工作中，他5次立功，17次受到各级奖励和嘉奖。1987年5月，黑龙江省大兴安岭发生特大森林火灾，刘精松奔赴灾区指挥灭火战斗。自1985年以来，刘精松组织指挥2万人以上的联合军事演习10余次。
中共第十三届、十四届、十五届中央委员。

## 涉及臺灣言論
原中国军事科学院院长刘精松上将在2014年12月初在环球时报年会上发表主旨演讲时谈到台湾问题，他表示，台湾问题不会久拖不决。“我们绝不会放弃使用武力这一条，必要时将依法用军事手段解决台湾问题，也是选项。”

## 著作及其論文
刘精松上将是战斗英雄，刘精松上将在理论研究领域也颇有建树，编撰有大量军事专著和论文。
- 《新时期军事实践与思考》
- 《当代世界军事和中国国防》
- 《跨世纪国防建设》
- 《军队基层管理教育概要》
- 《高技术条件下战区联合战役法及指挥要决》
- 《着力提高院校教学质量，培养跨世纪建军人才》
- 《高科技产业与高科技战争》
- 《精兵才能发展才能胜利》
- 《着眼打赢高技术局部战争，全面加强部队质量建设》
- 《论高技术条件下抗敌局部入侵联合战役战法要则》
- 《关于局部战争战役指挥要诀》
- 《高技术条件下战区联合战役战法思想初探》
- 《当代世界军事发展趋势及战略思考》
- 《军事改革与军队质量建设》
- 《新时期军事实践与思考》